# Hoa hậu Hòa bình Quốc tế 2016
Hoa hậu Hòa bình Quốc tế 2016 là cuộc thi Hoa hậu Hòa bình Quốc tế lần thứ 4 được tổ chức tại Nhà hát Quốc tế Westgate, Las Vegas, Nevada, Hoa Kỳ vào ngày 25 tháng 10 năm 2016. Hoa hậu Hòa bình Quốc tế 2015 - Claire Parker đến từ Úc đã trao vương miện cho người kế nhiệm, cô Ariska Putri Pertiwi đến từ Indonesia.

## Kết quả

### Thứ hạng
| Kết quả                       | Thí sinh |
| ----------------------------- | --- |
| Hoa hậu Hòa bình Quốc tế 2016 | - Indonesia – Ariska Putri Pertiwi |
| Á hậu 1                       | - Philippines – Nicole Cordoves |
| Á hậu 2                       | - Thái Lan – Supaporn Malisorn |
| Á hậu 3                       | - Puerto Rico – Madison Anderson |
| Á hậu 4                       | - Hoa Kỳ – Michelle León |
| Top 10                        | - Bahamas – Selvinique Wright - Hàn Quốc – Yeseul Cho (§) - Ma Cao – Hio Man Chan - Peru – Prissila Howard - Ukraine – Veronika Mykhailyshyn |
| Top 20                        | - Úc – Dani Nicole Fitch - Cuba – Merys Navarro - Jamaica – Dianne Brown - Malaysia – Ranmeet Jassal - Mexico – Paulina Flores - Bồ Đào Nha – Ana Bomfim - Tây Ban Nha – Adriana Sánchez - Tahiti – Vaiata Buisson - Venezuela – Débora Medina - Việt Nam – Nguyễn Thị Loan - Wales – Rachael Tate |

§ - Thí sinh chiến thắng giải thưởng Miss Popular Vote

### Thứ tự công bố
| 1. Jamaica 2. Bahamas 3. Thái Lan 4. Ukraine 5. Tây Ban Nha 6. Mexico 7. Bồ Đào Nha 8. Venezuela 9. Hoa Kỳ 10. Malaysia 11. Cuba 12. Peru 13. Úc 14. Việt Nam 15. Puerto Rico 16. Indonesia 17. Tahiti 18. Wales 19. Philippines 20. Ma Cao | 1. Hàn Quốc 2. Indonesia 3. Peru 4. Philippines 5. Ukraine 6. Hoa Kỳ 7. Ma Cao 8. Bahamas 9. Puerto Rico 10. Thái Lan | 1. Puerto Rico 2. Hoa Kỳ 3. Philippines 4. Thái Lan 5. Indonesia |

## Các giải thưởng đặc biệt
| Giải thưởng                  | Thí sinh                        |
| ---------------------------- | ------------------------------- |
| Best in Swimsuit             | - Bahamas – Selvinique Wright   |
| Best National Costume        | - Indonesia – Ariska Putri      |
| Best Social Media            | - Jamaica – Dianne Brown        |
| Best in Evening Gown         | - Anh – Cherelle Rose Patterson |
| Miss Popular Vote            | - Hàn Quốc – Yeseul Cho         |
| Sponsor award                |                                 |
| Grand Pageant's Choice Award | - Thái Lan – Supaporn Malisorn  |

### Best National Costume
| Kết quả     | Thí sinh |
| ----------- | --- |
| Chiến thắng | - Indonesia – Ariska Putri Pertiwi |
| Top 10      | - Malaysia – Ranmeet Jassal - Bahamas – Selvinique Wright - Ấn Độ – Pankhuri Gidwani - Ecuador – Carmen Verónica Iglesias Lope - Paraguay – Cindy Macarena Nordmann Arias - Peru – Prissila Stephany Howard - Thái Lan – Supaporn Malisorn - Philippines – Nicole Ignacio Cordoves - Việt Nam – Nguyễn Thị Loan |

## Thí sinh tham gia
Cuộc thi có tổng cộng 74 thí sinh tham
gia:
| Quốc gia/Vùng lãnh thổ | Thí sinh                | Tuổi | Quê quán             |
| ---------------------- | ----------------------- | ---- | -------------------- |
| Aruba                  | Chimay Ramos            | 21   | Oranjestad           |
| Úc                     | Dani Nicole Fitch       | 27   | Sydney               |
| Bahamas                | Selvinique Wright       | 24   | Nassau               |
| Bỉ                     | Kawtar Riahi Idrissi    | 22   | Brussel              |
| Bolivia                | Joselyn Toro            | 22   | Santa Cruz           |
| Brazil                 | Renata Sena             | 24   | Mato Grosso do Sul   |
| Canada                 | Monica Horvat           | 25   | Calgary              |
| Trung Quốc             | He Siru                 | 19   | Liêu Ninh            |
| Colombia               | Juliana Flórez          | 23   | Bogotá               |
| Costa Rica             | Monique Rodríguez       | 27   | San José             |
| Cuba                   | Merys Navarro           | 23   | Havana               |
| Cộng hòa Séc           | Monika Vaculikova       | 25   | Bruntal              |
| Đan Mạch               | Ida Goral Sjöström      | 21   | Copenhagen           |
| Cộng hòa Dominican     | Lucero Arias            | 24   | Dajabón              |
| Ecuador                | Carmen Iglesias         | 21   | Portoviejo           |
| Anh                    | Cherelle Rose Patterson | 26   | Luân Đôn             |
| Ai Cập                 | Miray Azer              | 21   | Cairo                |
| Estonia                | Merylin Nau             | 22   | Pärnu                |
| Ethiopia               | Genet Tsegay            | 25   | Mekelle              |
| Pháp                   | Océane Pernodet         | 19   | Paris                |
| Guatemala              | Susan Larios            | 19   | Los Angeles          |
| Hồng Kông              | Rebecca Lau             | 24   | Hồng Kông            |
| Hungary                | Varadi Anna             | 24   | Budapest             |
| Ấn Độ                  | Pankhuri Gidwani        | 21   | Lucknow              |
| Indonesia              | Ariska Putri Pertiwi    | 21   | Pematangsiantar      |
| Iraq                   | Klaodia Khalaf          | 21   | Stockholm            |
| Ý                      | Martina Corrias         | 18   | Roma                 |
| Jamaica                | Dianne O. Brown         | 25   | Kingston             |
| Nhật Bản               | Ayaka Sato              | 27   | Nagoya               |
| Hàn Quốc               | Yeseul Cho              | 23   | Seoul                |
| Latvia                 | Meldra Rozenberga       | 21   | Riga                 |
| Lithuania              | Aista Maciulyte         | 18   | Vilnius              |
| Luxembourg             | Natascha Bintz          | 26   | Thành phố Luxembourg |
| Ma Cao                 | Hio Man Chan            | 21   | Ma Cao               |
| Malaysia               | Ranmeet Jassal          | 24   | Kuala Lumpur         |
| Malta                  | Christine Mifsud        | 25   | Valletta             |
| Mauritius              | Sehba Ramnawaj          | 26   | Port Louis           |
| México                 | Paulina Flores          | 24   | Nuevo León           |
| Moldova                | Alina Staicu            | 23   | Chișinău             |
| Myanmar                | Nandar Lwin             | 23   | Mandalay             |
| Hà Lan                 | Floor Masselink         | 21   | Groningen            |
| New Zealand            | Cosmiana Brown          | 22   | Auckland             |
| Nicaragua              | Michelle Lacayo         | 27   | Diriamba             |
| Nigeria                | Rachael Ikekhuame       | 25   | Delta                |
| Na Uy                  | Yasmin Aakre            | 27   | Oslo                 |
| Panama                 | Selena Gómez            | 20   | Colón                |
| Paraguay               | Cindy Nordmann          | 20   | Asunción             |
| Peru                   | Prissila Howard         | 25   | Trujillo             |
| Philippines            | Nicole Cordoves         | 23   | Manila               |
| Ba Lan                 | Marta Redo              | 24   | Piotrków Trybunalski |
| Bồ Đào Nha             | Ana Bomfim              | 25   | Quito                |
| Puerto Rico            | Madison Sara Anderson   | 20   | Orlando              |
| Romania                | Ioana Mihalache         | 26   | Constanta            |
| Nga                    | Zatsepina Daria         | 22   | Astrakhan            |
| Rwanda                 | Sonia Gisa              | 25   | Northern             |
| Scotland               | Gemma Palmer            | 24   | Glasgow              |
| Singapore              | Sabrina Ng              | 20   | Singapura            |
| Slovakia               | Viktoría Nagy           | 20   | Bratislava           |
| Nam Phi                | Caitlin Harty           | 21   | Pretoria             |
| Nam Sudan              | Anyier Teresa Yuol      | 23   | Juba                 |
| Tây Ban Nha            | Adriana Sánchez         | 25   | Málaga               |
| Sri Lanka              | Buddhikah Harshani      | 24   | Colombo              |
| Suriname               | Daryola Brandon         | 20   | Paramaribo           |
| Thụy Sĩ                | Ambre Chavaillaz        | 18   | Fribourg             |
| Tahiti                 | Vaiata Buisson          | 22   | Papeete              |
| Đài Loan               | Ri-Xing Zhu             | 26   | Đài Bắc              |
| Thái Lan               | Supaporn Malisorn       | 22   | Songkhla             |
| Thổ Nhĩ Kỳ             | Diana Osypenko          | 27   | Istanbul             |
| Ukraine                | Veronika Mykhailyshyn   | 20   | Ivano-Frankivsk      |
| Hoa Kỳ                 | Michelle León           | 19   | New York             |
| Uruguay                | Melina Carballo         | 19   | Salto                |
| Venezuela              | Débora Paola Medina     | 22   | Colón                |
| Việt Nam               | Nguyễn Thị Loan         | 26   | Thái Bình            |
| Wales                  | Rachael Tate            | 27   | Cardiff              |

## Chú ý

### Lần đầu tham gia
- Aruba
- Bahamas
- Iraq
- Jamaica
- Litva
- Rwanda
- Uruguay

### Trở lại
- Lần cuối tham gia vào năm 2013:
  -  Latvia
  -  Thụy Sĩ
- Lần cuối tham gia vào năm 2014:
  -  Ecuador
  -  Luxembourg
  -  Mauritius
  -  Nicaragua
  -  Paraguay
  -  Nga
  -  Tahiti

### Bỏ cuộc
- Albania
- Angola
- Belarus
- Bulgaria
- Campuchia
- Ghana
- Guyana
- Haiti
- Honduras
- Iran
- Israel
- Kenya
- Macedonia
- Mông Cổ
- Namibia
- Nepal
- Thụy Điển
- Tonga
- Tunisia
- Uganda
- Quần đảo Virgin (Mỹ)

### Thay thế
- Việt Nam – Huỳnh Thị Yến Nhi đoạt danh hiệu Á khôi 1 tại cuộc thi Hoa khôi Áo dài Việt Nam 2016 và trở thành đại diện chính thức tại cuộc thi. Tuy nhiên, vì một số lý do, cô đã không được cấp visa đến Hoa Kỳ. Á hậu 2 Hoa hậu các dân tộc Việt Nam 2013 Nguyễn Thị Loan đã thay thế cô tham gia cuộc thi năm nay.